# 大衛·林默斯
大衛·林默斯（瑞典語：David Lingmerth；1987年7月22日—）是一位瑞典高爾夫球運動員，參加PGA巡迴賽的賽事。他在大學時期就開始打高爾夫球。2015年6月7日，他贏得了自己在PGA巡迴賽的首個冠軍。